# Складна тричастинна форма
Складна тричастинна форма — тричастинна музична форма, перша частина якої складніша період. Найчастіше перша частина являє собою просту дво- або тричастинну форму, але іноді буває і складніше (крім того, середній розділ теж може бути написаний у складній формі). Приклади таких творів:
- С. Прокоф'єв — опера «Війна і мир», полонез з другої картини першої дії: перша частина складної тричастинної форми сама являє собою складну тричастинну форму;
- М. А. Римський-Корсаков — сюїта «Шехеразада», друга частина «Розповідь царевича Календера»: перша частина і реприза написані у формі варіацій;
- Л. Бетховен — Симфонія № 9, скерцо: перша частина і реприза написані в сонатній формі без розробки.

## Застосування
Складна тричастинна форма може бути як формою самостійного твору (наприклад, скерцо Ф. Шопена), так і частиною циклу: сюїти або сонатно-симфонічного циклу (в останньому зазвичай «жанрова» частина — менует або скерцо, або повільна частина). Також є традиційною формою жанрової музики — танців, маршів і пр.
Основна естетична функція складної тричастинної форми — здатність вміщати контрасти значної сили та великого якісного різноманіття, забезпечуючи в той же час цілісність і можливість розвитку всередині частин.

## Класифікація
Оскільки в переважній більшості випадків середня частина складної тричастинної форми заснована на новому матеріалі і містить його експонування, то в основі класифікації — не тематичний фактор, як в простій тричастинній формі, а структура.
Складні тричастинні форми бувають:
- Складна тричастинна форма з тріо. Тріо — тип середньої частини, характеризується тональною єдністю і типовою структурою, «охоплює» весь розділ.
- Складна тричастинна форма з епізодом. Епізод — тип середньої частині, що не характеризується тональним єдністю і не має типової структури.